# Zyxomma elgneri
Zyxomma elgneri – gatunek ważki z rodziny ważkowatych (Libellulidae).